# NAeL Minas Gerais
Минас-Жерайс (Minas Gerais) — лёгкий авианосец ВМС Бразилии, бывший английский «Вендженс» типа «Колоссус», купленный у Великобритании 14 декабря 1956 года.

## История
Построен компанией Swan Hunter в 1942—1945 годах, в 1952 передан в аренду Австралии, в 1955 году с вступлением в строй австралийского авианосца «Мельбурн» был возвращён Великобритании.
14 декабря 1956 года продан Бразилии за 9 млн долл. Переименован в «Минас-Жерайс» в честь одного из штатов Бразилии. В июне 1957 — декабре 1960 года прошёл реконструкцию стоимостью 27 млн долл. в Роттердаме (Нидерланды) на верфи Verolme Dock. В процессе реконструкции получил новое вооружение, паровую катапульту, угловую полётную палубу (8.5°), новую надстройку и американское электронное оборудование.
18 октября 1960 года авианосец прибыл в Великобританию, где провёл лётные испытания пилотами 700-й эскадрильи Королевских ВВС (27 посадок трубовинтовых самолётов Gannet и 34 посадки реактивных Sea Hawk). После успешных испытаний авианосец отбыл в Бразилию, где 6 декабря 1960 года был введён в состав флота и стал флагманским кораблём ВМС Бразилии.
Первыми летательными аппаратами, базировавшимися на авианосец были два вертолёта Westland Whirlwind SRS.2 английской постройки и три торпедоносца «Avenger» времён Второй мировой войны, подаренных США. Два из этих самолётов ранее находились в составе морской авиации Нидерландов, один — в составе авиации французских ВМС. Во время перелёта в Бразилию один из самолётов упал в море.
24 февраля 1963 года приказом начальника Генерального штаба (циркуляр 007/63) были созданы морские воздушные силы (Força Aérea Naval, ForAeNav) в составе авианосца «Минас-Жерайс» и 1-й авианосной авиагруппы (1o. Grupo Aéreo Embarcado), которая подразделялась на 1-ю эскадрилью противолодочных самолётов (1o. Esquadrão de Aviões Anti-Submarinos), 1-ю эскадрилью противолодочных вертолётов (1o. Esquadrão de Helicópteros Anti-Submarinos) и 1-ю разведывательную эскадрилью (1o. Esquadrão de Aviação de Caça).
24 февраля 1965 года была создана 1-я истребительно-штурмовая эскадрилья (1º Esquadrão de Aviões de Interceptação e Ataque, VF-1). К авианосцу была приписана эскадрилья самолётов P-16 Tracker ВВС Бразилии. С этого времени в бразильской морской авиации существовало своеобразное разделение функций: вертолёты находились в ведении флота и пилотировались морскими лётчиками, самолёты — в ведении военно-воздушных сил. Это решение было принято в связи с конфликтом между ВМС и ВВС из-за контроля над авиацией и зафиксировано указом правительства 55.627 от 26 января 1965 года.
В течение всей своей службы в бразильском флоте использовался как противолодочный авианосец. Авиагруппа состояла из 8 противолодочных самолётов S-2 «Трекер», 4 противолодочных вертолётов (SH-34J, а затем SH-3 «Си Кинг») и 4—5 многоцелевых вертолётов.
В 1976—1980 годах авианосец прошёл модернизацию. Состав авиагруппы не изменился.
В течение всего периода службы «Минас-Жерайс» участвовал в десантных операциях, во время которых на него базировались вертолёты UH-14 Super Cougar и UH-12/13 Squirrel морской пехоты. Во время англо-аргентинского конфликта за Фолклендские острова для обеспечения ПВО флота было решено приобрести самолёты A-4 «Скайхок». Однако в связи с запретом для ВМФ использовать самолёты и недостатком средств эти планы были отложены почти на 20 лет.

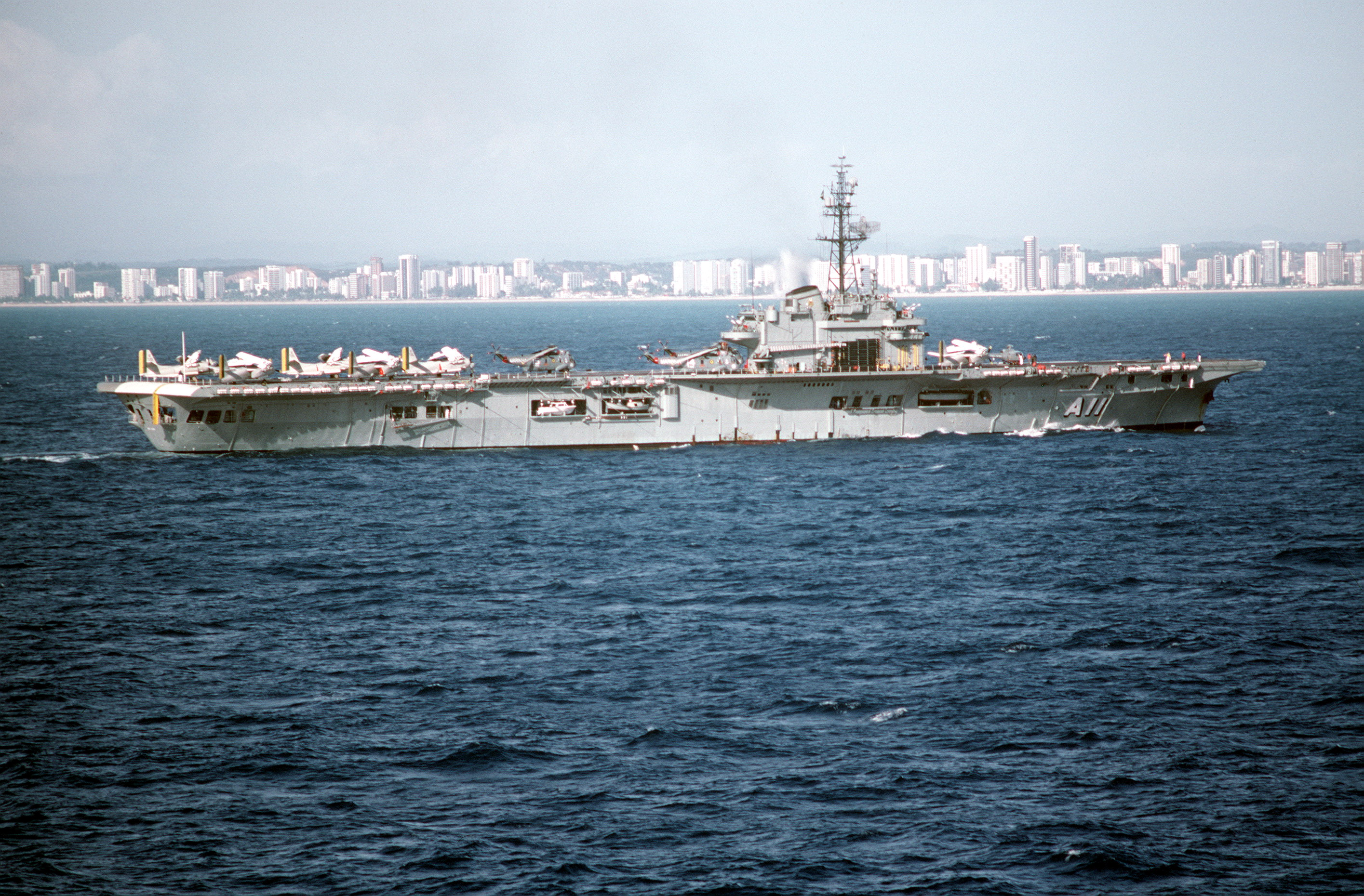
Minas Gerais, 1984

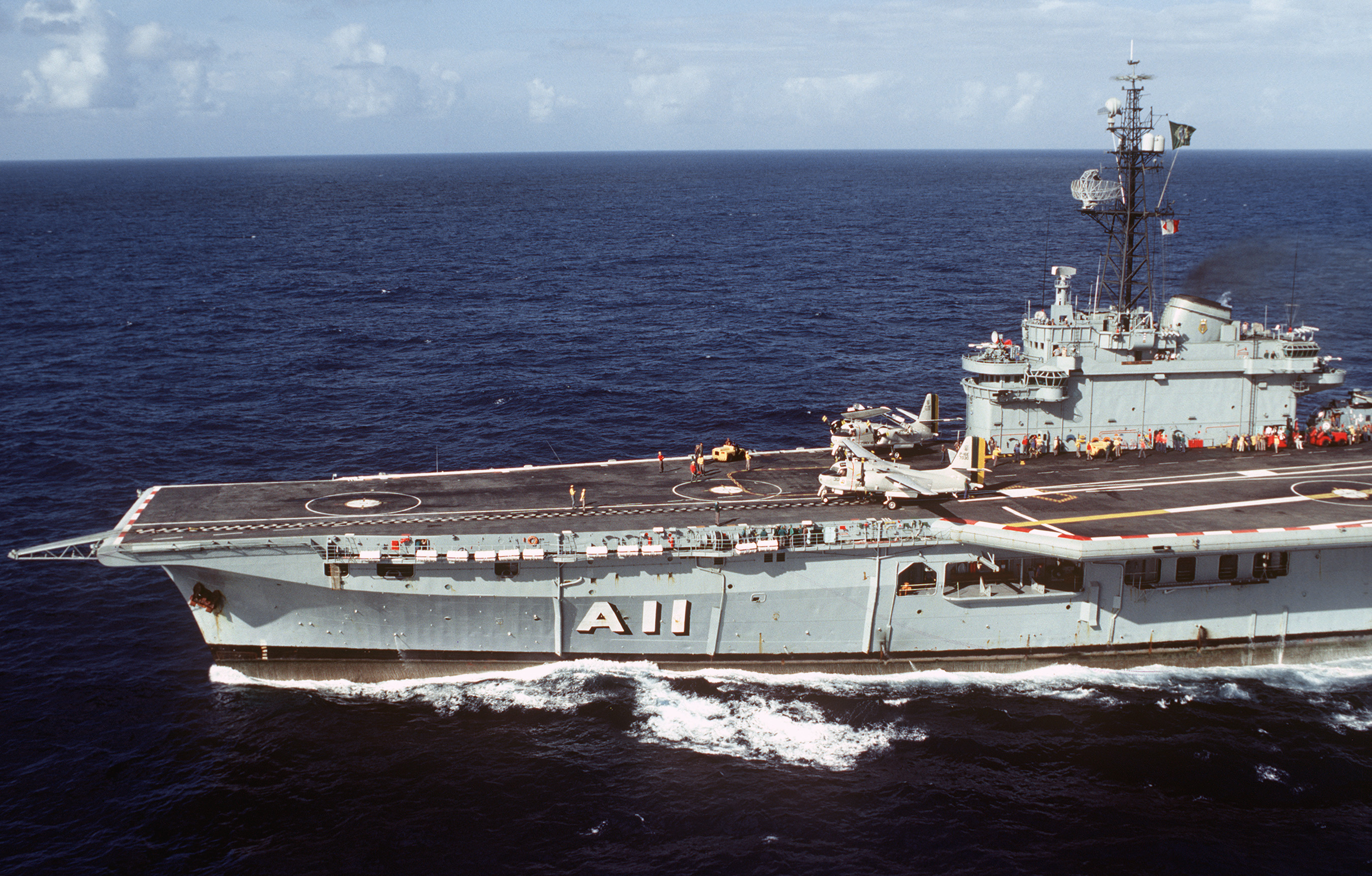
Самолёт S-2 Tracker перед взлётом с авианосца Minas Gerais, 1984

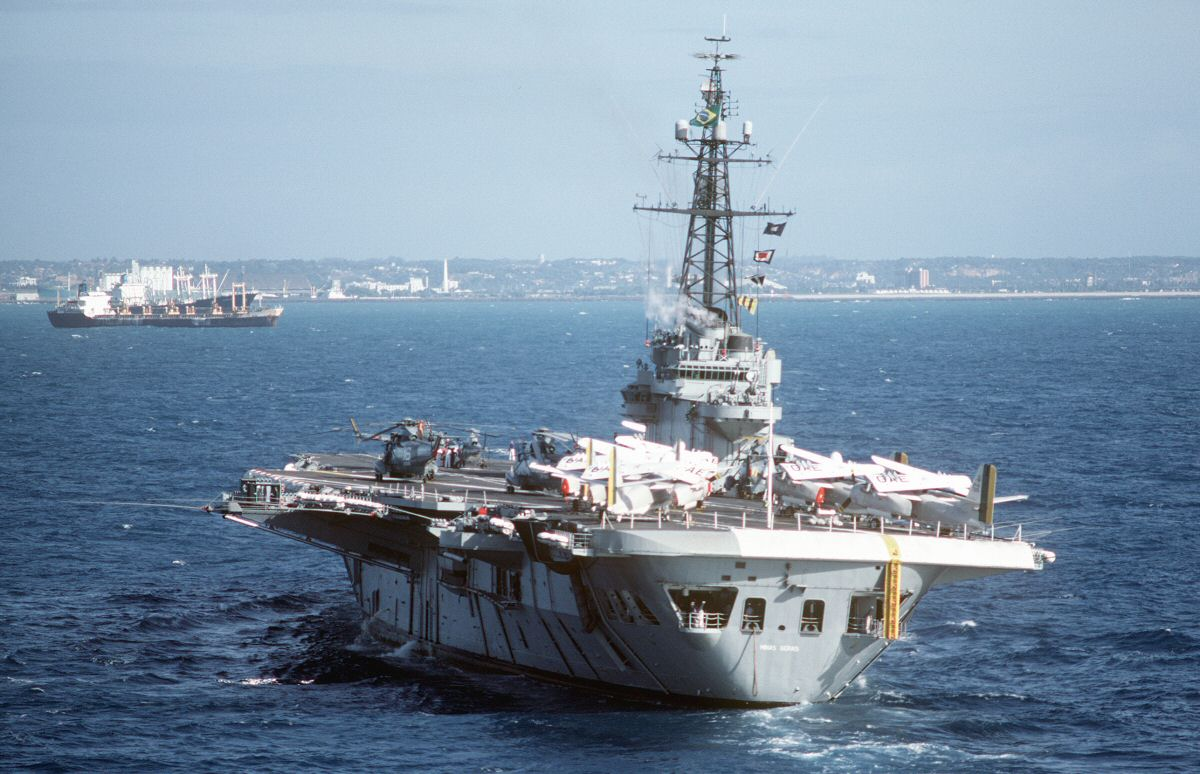
Minas Gerais, 1984

В декабре 1987 года во время учений DRAGON XXIII на авианосце произошла поломка катапульты. С этого момента и до 1996 года «Минас-Жерайс» действовал только как вертолётоносец.
В январе 1988 года авианосец принял участие в учениях TROPICALEX I.
С октября 1991 года по 1993 год авианосец прошёл модернизацию, во время которой были установлены два навигационных радара, радиолокационная система посадки Scanter-MIL и БИУС SICONTA Mk-1 бразильской разработки. В сентябре 1994 года на корабле были установлены приобретённые во Франции три ЗРК SADRAL с инфракрасным наведением, которые заменили устаревшие зенитные автоматы «Бофорс». В это же время в США были приобретены 9 противолодочных вертолётов SH-3 «Си Кинг».
В 1995—1996 годах на авианосце был произведён ремонт катапульты с использованием комплектующих, снятых со списанного однотипного аргентинского авианосца «Вейнтисинко де Майо» (бывший английский авианосец «Венерэбл» типа «Колоссус»). Однако после этого катапульта использовалась редко. Последний взлёт самолёта P-16 Tracker с палубы «Минас-Жерайс» произошёл 9 октября 1996 года. Однако в 1997 году авианосец участвовал в совместных аргентино-бразильских учениях, во время которых на него базировались аргентинские самолёты «Супер Этандар».
В 1997—1998 годах авианосец прошёл очередную модернизацию с целью продления срока его службы до 2005 года. Во время этой модернизации авианосец получил возможность работы с недавно приобретёнными самолётами A-4 «Скайхок», что значительно усилило его ударные возможности. После долгого перерыва вернулась к активной службе 1-я истребительно-штурмовая эскадрилья VF-1.
13-24 января 2001 года во время учений CATRAPO I впервые в истории бразильского флота были проведены операции реактивных самолётов с борта авианосца. 18 января 2001 года капитан-лейтенант Фернандо Соуза Вилела (Fernando Souza Vilela) совершил первую посадку на самолёте A-4 «Скайхок» при помощи аэрофинишёра. В тот же день капитан-лейтенант Маркос Антонио Соуза (Marcos Antonio Souza) совершил катапультный взлёт на самолёте того же типа.

## Дальнейшая судьба
16 февраля 2001 года на авианосце были проведены последние полёты. В связи с приобретением во Франции авианосца «Фош» типа «Клемансо» (в бразильском флоте получил название A-12 «Сан-Паулу») было решено вывести «Минас-Жерайс» из состава флота. «Минас-Жерайс» был реклассифицирован во вспомогательный вертолётоносец и 16 сентября 2001 года во время торжественной церемонии на военно-морской базе Рио-де-Жанейро выведен из состава ВМС Бразилии. 
В 2002 году списанный авианосец был продан с аукциона за 2 млн. долл. гонконгской компании «Jiexin Shipping». Компания планировала поставить его на якорь в Жоушане (Zhoushan) недалеко от Шанхая и превратить в развлекательный центр. Однако эти планы не были осуществлены, и 4 сентября 2003 года «Минас-Жерайс» был продан компании «Arusha shopping». В 2004 году авианосец стоял на военно-морской верфи Рио-де-Жанейро (Naval Dockyard at Rio de Janeiro), на его борту находились 350 человек экипажа, поддерживавшие в работоспособности системы корабля. В это время в Великобритании набирала силу общественная компания за превращение авианосца в музей. Однако эта компания не нашла поддержки правительства Великобритании, и в 2004-2005 годах «Минас-Жерайс» был разрезан на металл в Аланге (Индия).